# Samsung Galaxy Spica
El Samsung GT-i5700, más conocido como Samsung Galaxy Spica, aunque también conocido en otros países como Samsung Galaxy Lite o Samsung Galaxy Portal es un teléfono inteligente fabricado por Samsung Electronics y gobernado por el sistema operativo abierto Android de Google. En el momento de su salida venía con la versión Cupcake (1.5) integrada, pero posteriormente sería actualizado mediante OTA de manera gratuita a la versión 2.1. Fue anunciado a finales de 2009 para salir a la venta a principios de 2010 y es el sustituto natural del Samsung Galaxy GT-i7500, pero con más RAM, y una velocidad de reloj del procesador con 800 MHz, en detrimento de no poseer AMOLED como su hermano, sin embargo su precio es considerablemente inferior. Es el segundo terminal móvil Samsung lanzado con Android después de Samsung Galaxy (Samsung i7500).

## Especificaciones
Es un teléfono móvil con conectividad 3.5G, ofreciendo cuatribanda GSM y HDSPA.
El móvil viene equipado con una pantalla táctil de 3,2 Pulgadas con una resolución de 320x480 píxeles capaz de ofrecer un gamut de 24 bits, equipado con una cámara con 3,2 Megapíxeles con Auto-enfoque, brújula digital, A-GPS y Acelerómetro. El terminal tiene soporte para interfaz Multitáctil gracias a la naturaleza de la pantalla capacitiva.
Salida de Audio con un Jack de 3,5 mm y alimentado por un conector MicroUSB por el que se carga la batería y se tranfieren datos al PC y viceversa. Dispone de una ranura microSD que permite aumentar la memoria.

## Multimedia
Este terminal está preparado para soportar de serie los siguientes codecs:
- Audio: MP3, AAC, AAC+, eAAC+, WMA, OGG Vorbis, AMR.
- Video: MPEG4, H.263, H.264, WMV,DivX, XviD, 3GP.

## Actualización y desarrollo extraoficial
En el momento de su salida, el terminal venía equipado con la versión 1.5 de Android (CupCake) pero a finales de mayo de 2010 recibió una actualización oficial a la 2.1 (Eclair). La actualización oficial trae consigo la interfaz Pantheon, predecesora de Touchwiz. 
Fue uno de los primeros terminales con un desarrollo de ROMs cocinadas muy extenso ampliando sus capacidades e incluso añadiendo soporte oficial para tecnologías por aquel entonces no soportadas como Multitouch. El terminal logró extraoficialmente correr hasta Gingerbread 2.3. El terminal nunca fue lanzado con drivers oficiales de la GPU por parte de Samsung, siendo incapaz de correr un amplio catálogo de juegos de la Play Store